# 卤化氢
卤化氢即卤素原子（F、Cl、Br、I、At、Ts）与氢原子（H）结合形成的共价化合物。它们之间的共价键极性较强，在水中易电离。除氟化氢外，卤化氢都是强电解质。卤化氢包括氟化氢、氯化氢、溴化氢、碘化氢、砹化氢。

## 分子性質
| 卤化物 | 化學式 | 化學結構 | 模型 | d(H−X) / pm (气态) | μ / D  | 水溶液        | pKa   |
| ------ | ------ | -------- | ---- | ------------------ | ------ | ------------- | ----- |
| 氟化氢 | HF     |          |      | 91.7               | 1.86   | 氢氟酸        | 3.1   |
| 氯化氢 | HCl    |          |      | 127.4              | 1.11   | 氢氯酸 (盐酸) | -3.9  |
| 溴化氢 | HBr    |          |      | 141.4              | 0.788  | 氢溴酸        | -5.8  |
| 碘化氢 | HI     |          |      | 160.9              | 0.382  | 氢碘酸        | -10.4 |
| 砹化氢 | HAt    |          |      | 172                | −0.06  | 氢砹酸        | ?     |
| 鿬化氢 | TsH    |          |      | 197（预测）        | -0.24? | 氢鿬酸        | ?     |

## 化学性质

### 相似性/共性
还原性：例如2HBr + Cl2 → 2HCl + Br2
氧化性：例如Mg + 2HCl → MgCl2 + H2↑ 
酸性：例如Fe(OH)2 + 2HCl → FeCl2 + 2H2O這是酸鹼中和反應，放熱。

### 递变性/差异
还原性： HF < HCl < HBr < HI
酸性：HF（中强酸）<HCl（强酸）<HBr（强酸）<HI（无氧酸最强酸）
热稳定性：HF > HCl > HBr > HI

## 反应
当卤化氢接触到水时，会强烈放热并形成对应的氢卤酸。除了氢氟酸，它们都是强酸，在水溶液会直接电离出水合氢离子 (H3O+)，从卤素族越往下酸性越高。氢氟酸由于自偶电离的作用，其强度取决于浓度，因此计算很复杂。 在非水溶液中，像是乙腈，卤化氢只是中强酸。
卤化氢会和氨（以及其它碱）反应，形成卤化铵：
HX + NH3   →   NH4X
中有机化学中，氢卤化反应可以用来合成卤代烃。举个例子，氯乙烷可以由乙烯的氢氯化反应而成：
C2H4  +  HCl   →   CH3CH2Cl

## 用途
- 氢氟酸（HF水溶液）：用于在玻璃上绘画、刻字。
- 氢氯酸（HCl水溶液，俗稱鹽酸）：重要化工产品。用于金属表面除锈、制造药物（如盐酸麻黄素、氯化锌）等；人体胃液中含有氢氯酸。